# Дельфин (парк)
 Парк «Дельфин»  — сосновый парк в Железнодорожном районе города Воронеж, расположенный на левом берегу Воронежского водохранилища рядом с Северным мостом. Площадь парка — 5,7 гектаров. Парк разделён дорогой к водохранилищу на две части — южную и северную, более обширную. Парк окружён пешеходной дорожкой, по которой в зимнее время проходит лыжня. От водохранилища его отделяет пляж шириной около 100 метров, от улицы Остужева — каскад бассейнов с недействующим фонтаном.

## История
В 1940-е гг. после войны несколько участков на левом берегу реки Воронеж были засажены соснами.
В 1959 г. около одного из таких участков был основан завод полупроводниковых приборов, в будущем НПО «Электроника» (ранее на этом месте предполагалась швейная фабрика).
В 1960-е гг. завод быстро рос, возле него активно строился жилой микрорайон, возникло несколько новых улиц (Переверткина, Остужева, Старых большевиков). Сосновая роща стала местом отдыха для новых жителей и рабочих завода. В 1970-е годы это место было решено благоустроить.
В августе 1970 года около парка со стороны улицы Переверткина, построен спорткомплекс «Кристалл». При нём были созданы стадион (сейчас передан ВВАИУ), надувной манеж для игры в футбол, гандбол и пр. (в 1998 г. закрыт, сейчас полуразрушен), 3 спортплощадки, хоккейная коробка.
В 1972 году было наполнено Воронежское водохранилище.
В 1975 году шло благоустройство новых набережных, и на Левом берегу было решено создать 2 парка — «Дельфин» и «Алые паруса». 1 июня 1975 года, ко дню защиты детей прошла церемония открытия обновлённого парка, которому дали название «Дельфин». Среди сосен были проложены дорожки, установлены аттракционы и детские площадки.. Южнее парка осталась огороженная территория, также засаженная соснами; там были очистные сооружения завода.
Одновременно, к северу от парка началось строительство дома культуры «Электроника» и комплекса каскадных бассейнов, спускающихся от ДК к водохранилищу, с фонтаном в верхнем бассейне.
Парк, спорткомплекс, бассейны и дом культуры были поставлены на баланс НПО «Электроника».
В советский период в парке работало 8 аттракционов, водились белки, вдоль тропинок были расставлены статуи героев русских народных сказок, на пляже было много купающихся. Был велодром, огороженный сеточным забором, где можно было взять напрокат велосипед или педальный автомобиль, для ожидавших в очереди на прокат было особое место с сидениями, задекорированными под скалы, и питьевым фонтанчиком. Рядом с велодромом был стенд для стрельбы из пневматических ружей. В 1992 году завод «Электроника» практически остановился, парк и дом культуры лишились основной поддержки. В 1990-е годы администрации парка и ДК удавалось поддерживать все в более-менее приличном состоянии, аттракционы и фонтаны работали, регулярно проходили музыкальные и развлекательные мероприятия, в ДК работали детские кружки. Однако в 2000-е территория стала стремительно приходить в запустение. В 2006 году дом культуры был наполовину снесён, на его площади был построен торговый центр, к концу 2000-х не осталось ни одного рабочего аттракциона, лишь велодром и надувной батут.
В 2007 году около парка было возведено 4-этажное здание налоговой инспекции района.
В 2010 году на незанятом участке территории ДК планировали построить АЗС, однако позже ФАС признала это незаконным.
В феврале 2011 в «Дельфине» открылся аквапарк «Fishka».
В апреле 2011 года огороженная территория сосновой рощи к югу от парка, принадлежащая МУП «Водоканал», по решению ГорДумы была продана строительной компании «Выбор». С сентября 2011 «Выбор» занимается строительством жилого комплекса «Дельфин». Там появятся девять 25-этажных домов и два 17-этажных. Все сосны на этой территории были вырублены, со стройки постоянно доносится шум. Местные жители опасаются, что стройка нанесёт экологический ущерб парку, или что парк также будет застроен.
В июне 2011 года власти пообещали осуществить реконструкцию парка к 425-летию Воронежа в сентябре 2011, однако дальше асфальтирования дорожек и установки антивандальных фонарей дело не пошло. 6 октября 2011 мэрия решила выкупить недвижимое имущество парка у предпринимателя Олега Щербакова за 5,75 млн руб.
Весной-летом 2014 г. был вырублен сосновый участок около бывшего надувного манежа, на его месте построен бассейн ВВАИУ.
Весной 2015 г. на пляже создана площадка для игры в пейнтбол.
23 октября 2015 г. на портале Change.org появилась петиция к воронежским властям с требованием провести полномасштабную реконструкцию парка, которую подписали более 600 человек. Петиция была рассмотрена правительством Воронежской области. В Управлении экологии рассказали, что на 2016 год существует план по перспективному развитию и поддержке парка, однако на большую реконструкцию (восстановление фонтанов и аттракционов, оформление набережной) не хватает бюджетных средств, поэтому её предполагается проводить в будущем за счёт частных инвесторов..

## Аттракционы
По состоянию на 2019 год действующих аттракционов не осталось. Все аттракционы находились в северной части парка. Главная зона отдыха была в её центре — аттракционы «Караван», «Юнга», детская площадка с горкой, песочницей, качелями, сценическая площадка, примыкающая к карусели «Караван», и скамейки для зрителей.
Список бывших аттракционов:
- Карусель «Караван» (снесён в 2012 г.)
- «Юнга» (снесен в 2012 г.)
- «Солнышко»
- «Ракетоплан» (последний раз работал в 2002, снесён в 2005 г.)
- «Качели-лодочки» (последний раз работал в 1997, снесён в 2000 г.)
- «Сатурн» (сгорел 13 августа 2009)[16]
- «Колокольчик»
- «Буран»

## Строения
Список строений в парке:
- Кафе «Эльдорадо» (до начала 2000-х просто летнее кафе). С 2001 года вход на территорию, прилегающую к кафе, платный.
- Велодром (действует)
- Декоративный замок (снесён при строительстве аквапарка «Фишка» в 2005 г.)
- Бассейн «Чудо-юдо-рыба-кит» (заброшен, наполовину засыпан землёй)
- Декоративный маяк
- Стенд для стрельбы по банкам (разрушен, осталось лишь окошко)
- Тир
- Сценическая площадка (снесена в 2012 г.)
- «Зеленая сцена» (основная сцена, построена в 1999 г. на площадке перед ДК «Электроника»)
- Детские площадки (старая, около аттракциона «Юнга» снесена в 2005 г., вместо неё построена новая около кафе «Эльдорадо», также ещё одна заброшенная в южной части парка)
- Турники (большой комплекс в парке снесён в 2000 г., спустя несколько лет установлены новые турники около СК "Кристалл").
- Горка «Ракета» (заржавела)
- Мини-фонтан
- Склад для обслуживания сооружений парка

## Дом культуры «Электроника»
Был построен одновременно с открытием парка. Изначально со стороны улицы Переверткина был сквер, большой пожарный бассейн глубиной около 5 метров, площадка, на которой проводились районные мероприятия (например, новогодняя ёлка), вдоль улицы Остужева шла пешеходная зона с кленовой аллеей, у северной стороны ДК росли ели. Перед фасадом здания, смотрящим на водохранилище, был устроен каскад 6 бассейнов площадью 2500 м². В первом, верхнем бассейне был фонтан, вода из него переливалась в нижние. К фонтану от входа в ДК спускались 3 лестницы, между которыми были посажены цветочные клумбы. В здании располагались многочисленные кружки самодеятельности, клубы, кинозал, проходили концерты и дискотеки, с 1990-х гг. в аренду сдавались площади для офисов, банков, свадебного салона, в начале 2000-х работал ночной клуб «Секс-революция». В мае 1988 года в ДК состоялся концерт Виктора Цоя. В середине 2005 года здание и площадь вокруг него купила корпорация «ГриНН», которая решила построить на этой территории двухэтажный гипермаркет «Линия». К началу 2006 года все арендаторы, ночной клуб и детские кружки были выставлены из ДК. Строительство гипермаркета шло с февраля по октябрь 2006 года. Половина ДК была снесена, кленовая аллея, ели и другие деревья вырублены, полоса, прилегающая к улицам Остужева и Переверткина, была превращена в автостоянку. Оставшаяся часть ДК заброшена.

## Аквапарк и дельфинарий
Осенью 2003 года ООО «Металлгаз-сервис» выкупило участок земли между парком и Северным мостом. На этом участке планировалось создание 5-этажного многофункционального комплекса:
- аквапарк площадью 4375 кв.м., 6 горок, 20 аттракционов;
- гостиница 4* на 67 номеров;
- ресторан;
- кафе, бары;
- магазин спортивных товаров;
- киноцентр
- сауна

Планировалось также благоустройство парка и прибрежной зоны.
Строительство началось с опозданием на год, 8 июля 2005 года.. В ходе него были ликвидированы декоративный замок и зелёная зона между каскадом бассейнов и пляжем. Здание было закончено к 2007 году, но открытие комплекса по разным причинам всё откладывалось, в частности, Архстройнадзор усмотрел нарушения, и требовал их устранить. В итоге из всего запланированного удалось открыть лишь аквапарк - 2 верхних этажа здания так и остались пустыми. Аквапарк начал работу лишь 5 февраля 2011 года. Однако и после этого комплекс преследовали неудачи. Прокуратура выявляла всё новые нарушения, здание было построено с нарушениями, из-за чего уже имеет сильный износ. Посетители по большей части оставляют негативные отзывы о качестве аттракционов и сервиса. Осенью 2012 года аквапарк закрывался на реконструкцию.
С осени 2013 года началось строительство дельфинария, который был открыт 22 марта 2014.
22 августа 2014 в аквапарке утонул человек, после чего его закрыли на неопределённый срок. Дельфинарий также закрылся и был снесён. В апреле 2015 года ООО «Металлгаз-сервис» было признано банкротом, аквапарк выставлен на продажу на аукционе за 330 млн. рублей, но в итоге он был продан 12 октября 2015 всего за 60 млн. московской компании АБС Холдинг. Дальнейшая судьба аквапарка неизвестна.

## Галерея

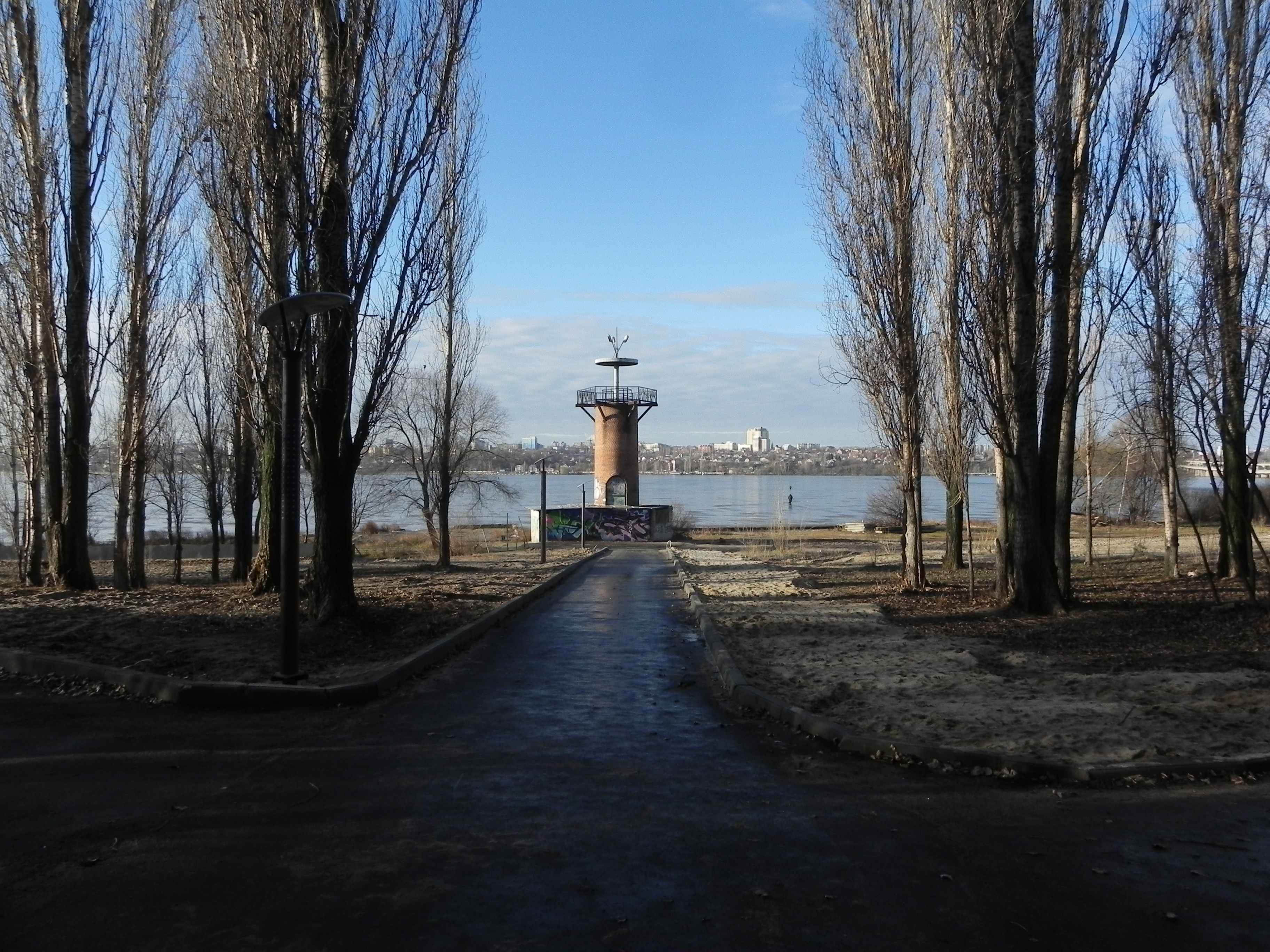
Декоративный маяк
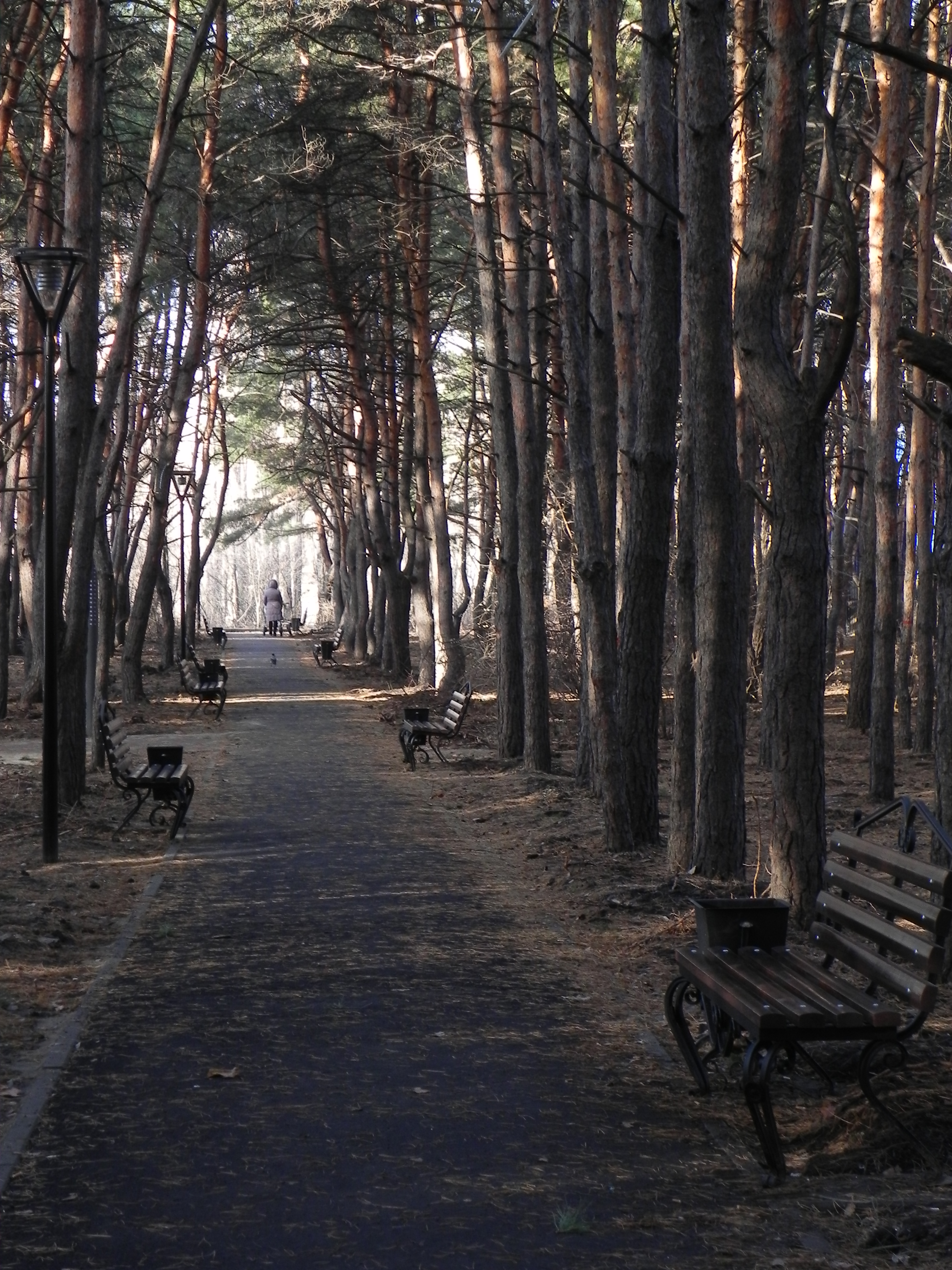
Вид на реконструированную аллею
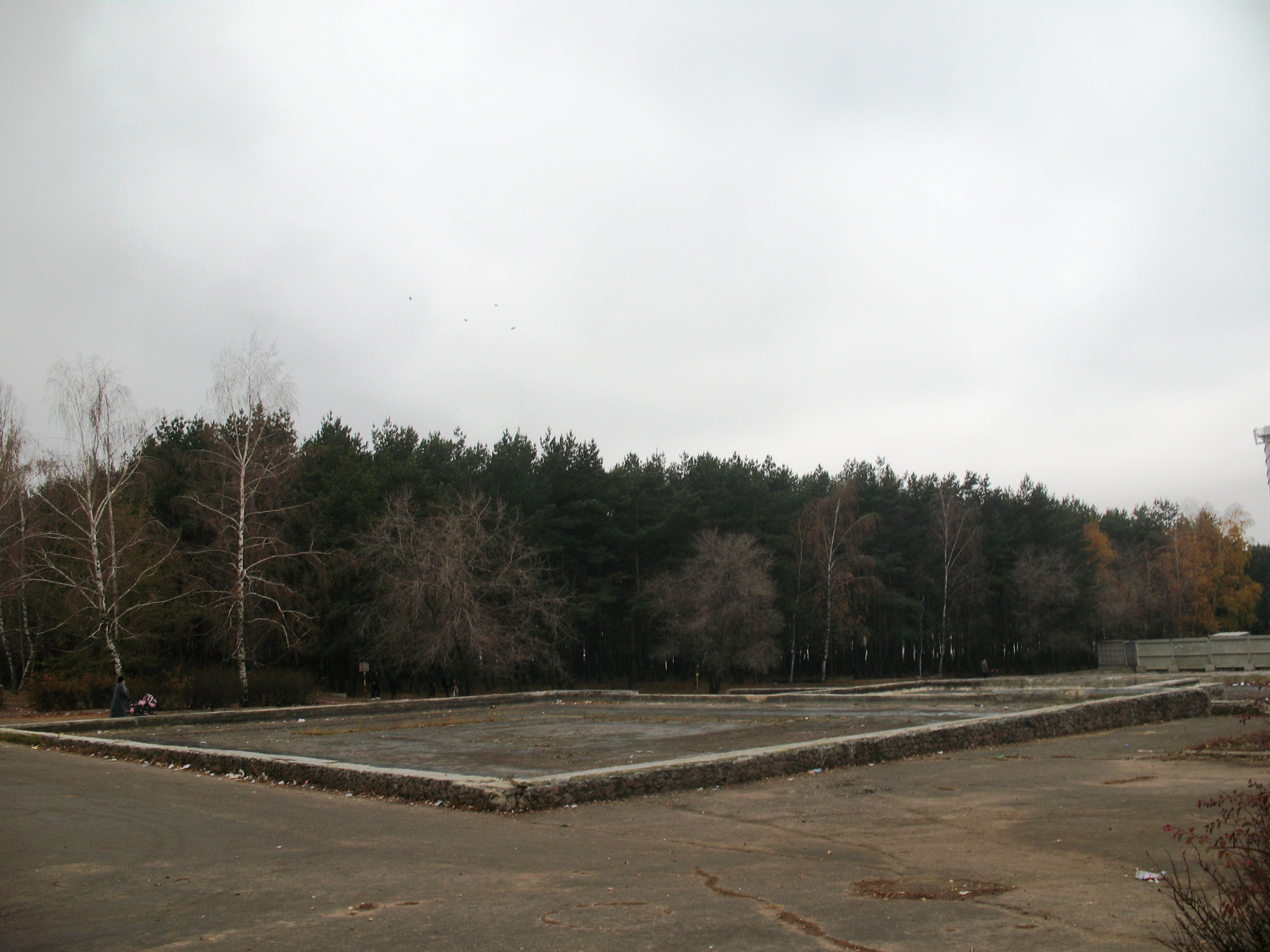
Свободная панорама парка "Дельфин"